# Comuna Urecheni, Neamț
Urecheni (în trecut, și General Averescu) este o comună în județul Neamț, Moldova, România, formată din satele Ingărești, Plugari și Urecheni (reședința).

## Așezare
Comuna se află în partea de nord-vest a județului, pe malurile râului Topolița. Este străbătută de șoseaua județeană DJ155I, care o leagă spre vest de Petricani, Grumăzești și Târgu Neamț (unde se termină în DN15C) și spre sud-est de Păstrăveni, Țibucani, Tupilați, Bârgăuani (unde se intersectează cu DN15D), Făurei, Secuieni și Români. La Urecheni, din acest drum se ramifică șoseaua județeană DJ155B, care duce spre nord la Timișești (unde se intersectează cu DN15B), Drăgănești și mai departe în județul Suceava la Boroaia (unde se termină în DN15C).

## Demografie
Componența etnică a comunei Urecheni
     Români (93,23%)
     Alte etnii (6,77%)
Componența confesională a comunei Urecheni
     Ortodocși (83,4%)
     Creștini după evanghelie (3,09%)
     Evanghelici luterani (2,5%)
     Creștini de rit vechi (2,09%)
     Penticostali (1,4%)
     Alte religii (0,1%)
     Necunoscută (7,41%)
Conform recensământului efectuat în 2021, populația comunei Urecheni se ridică la 3.916 locuitori, în creștere față de recensământul anterior din 2011, când fuseseră înregistrați 3.343 de locuitori. Majoritatea locuitorilor sunt români (93,23%). Din punct de vedere confesional, majoritatea locuitorilor sunt ortodocși (83,4%), cu minorități de creștini după evanghelie (3,09%), evanghelici luterani (2,5%), creștini de rit vechi (2,09%) și penticostali (1,4%), iar pentru 7,41% nu se cunoaște apartenența confesională.

## Politică și administrație
Comuna Urecheni este administrată de un primar și un consiliu local compus din 13 consilieri. Primarul, Ion Tănăselea[*], de la Partidul Social Democrat, este în funcție din 2012. Începând cu alegerile locale din 2024, consiliul local are următoarea componență pe partide politice:
|  | Partid                    | Consilieri | Componența Consiliului | Componența Consiliului | Componența Consiliului | Componența Consiliului | Componența Consiliului | Componența Consiliului | Componența Consiliului | Componența Consiliului |
|  | ------------------------- | ---------- | ---------------------- | ---------------------- | ---------------------- | ---------------------- | ---------------------- | ---------------------- | ---------------------- | ---------------------- |
|  | Partidul Social Democrat  | 8          |                        |                        |                        |                        |                        |                        |                        |                        |
|  | Partidul Național Liberal | 3          |                        |                        |                        |                        |                        |                        |                        |                        |
|  | Uniunea Salvați România   | 2          |                        |                        |                        |                        |                        |                        |                        |                        |

## Istorie
La sfârșitul secolului al XIX-lea, comuna făcea parte din plasa de Sus-Mijlocul a județului Neamț și era formată numai din satul de reședință, cu 1487 de locuitori. În comună se aflau două mori de apă, o școală și o biserică. Anuarul Socec din 1925 o consemnează în plasa Cetatea Neamțu, cu 2000 de locuitori în unicul său sat. În 1931, i s-a arondat și satul Ingărești de la comuna Petricani și a primit, ca și satul de reședință, denumirea de General Averescu.
În 1948, comuna a revenit la denumirea de Urecheni (ca și satul de reședință) și după încă doi ani a fost arondată raionului Târgu Neamț din regiunea Bacău. În 1968, a revenit, în forma actuală, la județul Neamț, reînființat.

## Personalități născute aici
- Mihai Irimia (n. 1942), arheolog, muzeograf;
- Angela Ciochină (1955 - 2015), cântăreață.